# Autonoma albanska republiken Korça
Autonoma albanska republiken Korça (på albanska Republika Autonome Shqipëtare Korçë, på franska République de Korça, på svenska även Korçarepubliken) var en självstyrande stat i sydöstra Albanien grundad år 1916 av de lokala franska styrkorna under första världskriget, efter att staden Korça hamnat under deras kontroll, och varade fram till år 1920.
På grund av utvecklingen på den makedonska fronten under första världskriget kom Korça under fransk kontroll 1916 till 1920. Fjorton representanter från Korça och den franske översten Henri Descoins undertecknade i december 1916 ett protokoll som utropade Autonoma albanska republiken Korça under den franska arméns militära beskydd och med Themistokli Gërmenji som polisprefekt.
De nya myndigheterna introducerade albanskan och franskan som officiella språk och ersatte grekiska skolor med albanska sådana, vilka hade varit förbjudna under den grekiska administrationen. Även en fransk skola fanns i Korça och en av dess många elever var Enver Hoxha som senare blev Albaniens statschef. 

## Bakgrund

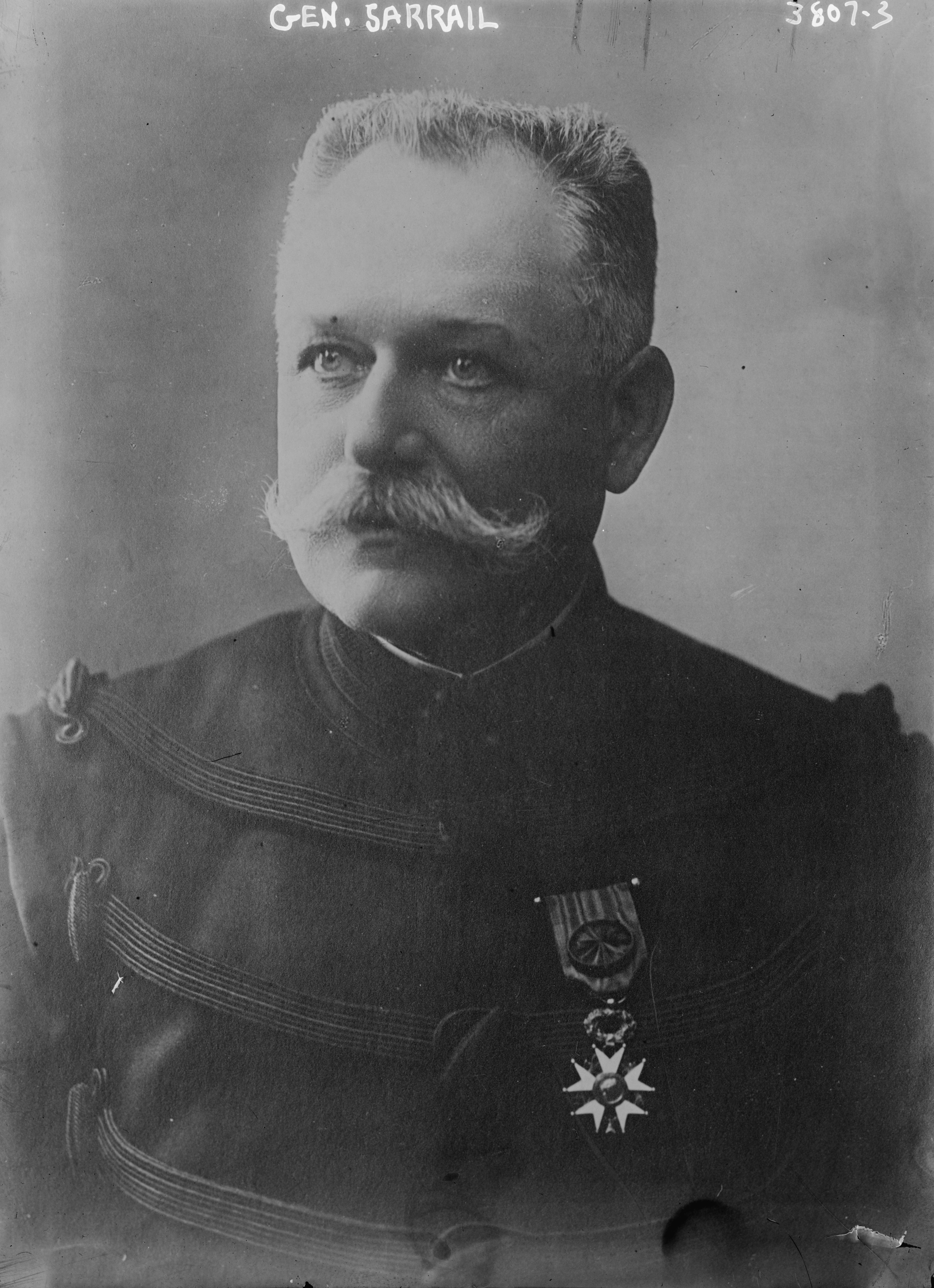
General Maurice Sarrail, 1856–1929, befälhavare för de allierade styrkorna på den makedonska fronten.

Republiken Korça grundades 1916 under första världskriget. Den österrikisk-ungerska armén invaderade norra Albanien på våren 1916. Kungariket Bulgariens armé ockuperade de östra delarna av Albanien, inklusive staden Elbasani (som senare överlämnades till Österrike-Ungern). Den franska armén ockuperade Korça och dess omgivningar den 29 november 1916. Italien ockuperade Vloras hamn och området söder om Furstendömet Albanien i december 1914 och i hösten 1916.

### Nordepirus

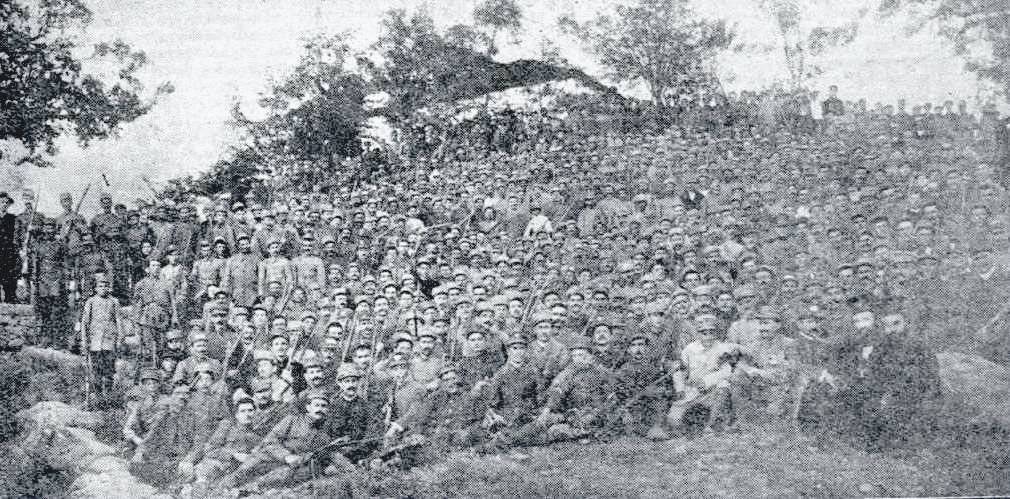
Autonoma republiken Nordepirus grekiska trupper i Korça år 1914.

Korça tillhör en region som av grekerna kallas Nordepirus, en region med en betydande albansk, arumänsk och grekisk befolkning. Enligt den grekiska nationella meningen bör även grekisk-ortodoxa albaner och arumäner klassificeras som greker. Stormakterna undertecknade Florensprotokollet och tilldelade regionen till det nygrundade Furstendömet Albanien den 17 december 1913. Ett gradvis tillbakadragande av den grekiska armén skulle möjliggöra för albanska trupper att ta kontroll över regionen. Således, för att avstyra denna möjliga händelse, beslöt progrekiska epiroter att utropa sin egen politiska entitet och självstyre.
Den 28 februari 1914 utropades Autonoma republiken Nordepirus i Gjirokastra och en provisorisk regering formades för att stödja statens mål. Korfuprotokollet undertecknades den 17 maj 1914 och de albanska myndigheterna erkände officiellt området i Nordepirus som en autonom region inom den albanska staten. Strax efter första världskrigets utbrott (i juli 1914) blev situationen i Albanien instabil och politiskt kaos följde. Medan landet splittrades i ett antal regionala regeringar, lämnade prins Wilhelm av Wied landet i september 1914.

### Grekiska militären och administrationen
Den 27 oktober 1914 steg den grekiska armén åter in i området efter stormakternas godkännande. Under den grekiska administrationen, och medan första världskriget fortfarande pågick, hade det bestämts mellan Grekland, Italien och stormakterna att den slutgiltiga lösningen av den nordepirotiska frågan skulle avgöras i framtiden, efter det att kriget avslutats. Efter Venizelos avgång i december var de efterträdande rojalistiska makthavarna däremot fast beslutna att utnyttja situationen och redan i förväg avgöra tvisten genom att formellt inkorporera regionen med den grekiska staten. Under de första månaderna 1916 deltog Nordepirus i de grekiska valen och valde 16 representanter till det grekiska parlamentet. I mars förklarades regionens union med Grekland officiellt och området delades administrativt i Argyrokastro- och Korytsaprefekturen.

### Bulgarisk ockupation av Korça
I och med Bulgariens inträde i första världskriget på centralmakternas sida på hösten 1915 anslöt sig många albaner till bulgarerna, som försåg dem med vapen. Kungariket Bulgarien påbörjade sin ockupation av Albanien genom att låta sin armé ockupera den östra delen av landet.
Efter ockupationen av de östra delarna av Albanien, inklusive staden Elbasani, intog den bulgariska armén, som troligtvis försökte gå samman med österrikiska styrkor i Albanien och i en enad attack på den italienska armén i Korça den 18 augusti 1916 och jagade bort den grekiska garnisonen från staden. Bulgariens mål var att övertala de albanska ledarna att välja prins Kirill, andre son till Ferdinand I av Bulgarien, till deras kung (albanska: mbret). Ett ytterligare skäl till den bulgariska ockupationen av Korça var att bulgariska ställningar i Bitola skulle vara allvarligt hotade om de allierade fick kontroll över Korça.

### Fransk ockupation av Korça

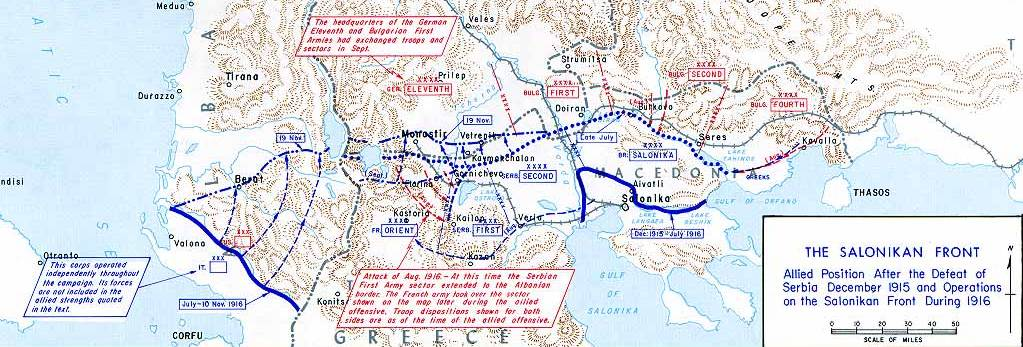
En operation som syftade till att knyta samman italienska trupper med de allierade på den makedonska fronten i perioden från december 1915 till december 1916.

Franska trupper steg in i Korça den 29 november 1916 under en militär operation som syftade att knyta samman den allierade fronten i Thessaloniki på den makedonska fronten med området i södra Albanien, som hölls av italienska trupper. De franska trupperna leddes av general Maurice Sarrail och överste Descoins. Vid intagandet av staden fanns två aktiva rebellgrupper i staden, den ena leddes av Gërmenji och den andra av Sali Butka. Under tiden ödelades staden Voskopoja av Butkas förband, som samarbetade med österrikarna. Butka hotade fransmännen med att Korça skulle få uppleva samma öde om inte den albanska flaggan blev hissad och staden överlämnades till de albanska myndigheterna.

## Grundande

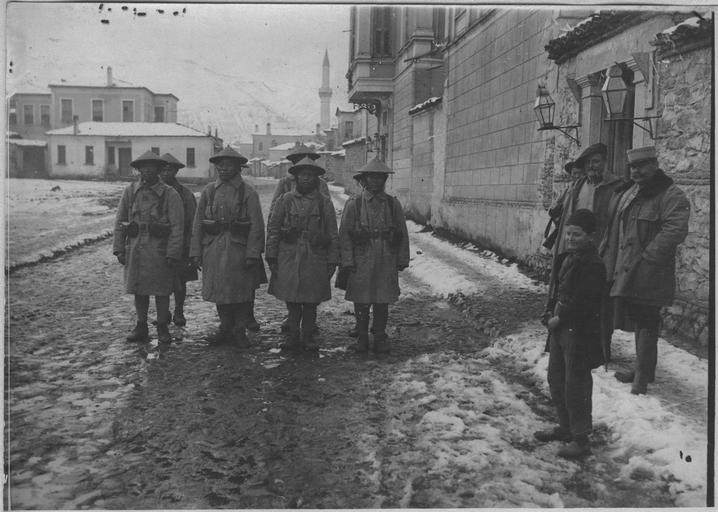
Tonkinesiska (vietnamesiska) tirailleurer i Korça i januari 1917.

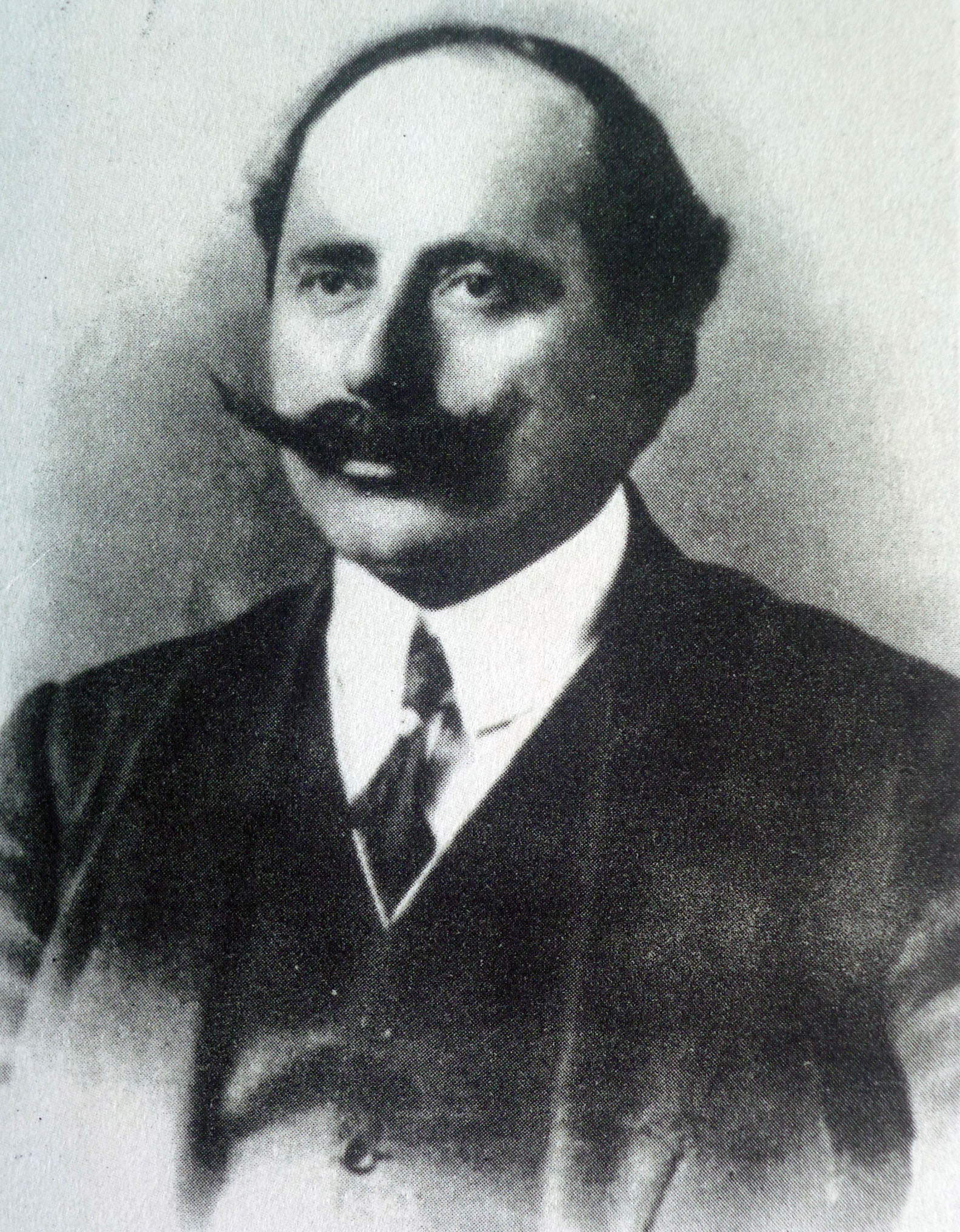
Themistokli Gërmenji, 1871–1917, albansk nationalistledare och stadsrepublikens prefekt från år 1916 fram till sin död.

Överste Descoins vidtog förberedelser med de ledande albanska nationalisterna i Korça. Franska officerare hade ett möte med Gërmenji den 24 november 1916. Gërmenji kom till Korça från Pogradeci, som ockuperades av Österrike-Ungerns och Bulgariens arméer. De franska officerarna utsåg en kommission ledd av Gërmenji. Kommissionen hade fjorton medlemmar; sju kristna och sju muslimer.
Kommissionen arrangerade ett möte på förmiddagen den 10 december vid Sankt Görans skola där Gërmenji höll ett tal till de församlade männen och ledde efter mötet kommissionen till prefekturen. I prefekturen träffade de överste Descoins och de andra franska officerarna. Haki Shemshedini närmade sig överste Descoins å kommissionens vägnar. Överste Descoins informerade kommissionen att de borde underteckna ett protokoll. Den 10 december 1916 undertecknade överste Descoins och kommissionen protokollet, enligt vilket en autonom provins skulle upprättas i områdena Korça, Bilishti, Kolonja, Opari och Gora. Man kom även överens om att kommissionens fjorton medlemmar skulle utgöra förvaltningsrådet med ansvar för att upprätthålla ordningen.

### Protokoll
Texten till protokollet, som angav att den var enligt önskemål från albanska delegater i kazan i Korça, hade nio punkter som sammanfattas nedan:
1. den autonoma provinsen Korça upprättas med detta protokoll och avser områdena Korça, Bilishti, Kolonja, Opari och Gora
2. kazan i Korça skall styras av förvaltningsrådet med fjorton medlemmar; hälften kristna och hälften muslimer
3. utnämningar till poster i kazan skall göras av franska militära myndigheter, på förslag av förvaltningsrådet
4. polisprefekten skall ha ansvaret för att upprätthålla ordningen i kazan med hjälp av det nygrundade gendarmeriet och polisen
5. det skall upprättas en särskild enhet, ett mobilt albanskt gendarmeri, med ansvar för att skydda områdets självständighet och dess folks frihet
6. för samma syfte kan det upprättas en frivillig reguljär bataljon
7. polisen, gendarmeriet och frivilliga trupper skall stå under tillsyn av den franske officeren
8. albanska är det officiella språket
9. flaggan för kazan i Korça skall vara den traditionella skanderbegflaggan med den franska trikoloren

De nya myndigheterna i Korça organiserade polisstyrkan, gendarmeriet, ett postkontorssystem och gav ut frimärken.

### Författning
Den 27 september 1917 tillkännagav general Sarrail en ny stadga som upphävde den konstitutionella författningen. Förvaltningen anförtroddes åt befälhavaren för den väpnade gruppen Malik. Förvaltningsrådet ersattes av en rådgivande nämnd, som reducerades till tolv medlemmar (fortfarande hälften kristna och hälften muslimer). Områden under fransk administration delades upp i två delar: Pogradeci i norr och Devolli (Korçarepubliken) i söder.

## Styrelseskick

### Administration
Den 10 december 1916 förklarade överste Descoins, med godkännande av general Sarrail, Autonoma albanska republiken Korça och utsåg Themistokli Gërmenji till dess prefekt. Under följande period hävdade grekerna i staden att de blev förföljda av albanska nationalister som syftade till att få kontroll över Korça. Av detta skäl bad grekerna de franska myndigheterna att förlänga deras ockupation fram till första världskrigets slut.
I perioden från mars 1917 till februari 1918 utsågs Qani Dishnica till förvaltningsrådets ordförande. På fransk sida var delegerade guvernörer för Autonoma albanska republiken Korça överste Descoins 1916–1917, general Sarrail 1917–1919 och Reynard Lespinasse 1919–1920.
De franska delegerade guvernörerna utsåg en officer som deras delegat i förvaltningsrådet. Den förste officeren var reservlöjtnant Bargeton, som ersattes av löjtnant Siegfried i mitten av januari 1917.

### Utbildning
Frankrike hade för avsikt att grunda tvåhundra grundskolor med albansk undervisning som en del i strategin för att vinna över albanerna på sin sida. Å andra sidan tvingades alla grekiska skolor att stänga. Det franska lyceet (på franska Le lycée de Korça; på albanska Liceu Kombëtar i Korçës) var en gymnasieskola som grundades 1917. Franska myndigheter påstod att de bannlyste gymnasieskolans öppnande för att inte väcka anstöt hos sina grekiska allierade, som under ledning av Eleutherios Venizelos gjorde anspråk på området. Enligt vissa källor är påståendet orimligt eftersom det franska lyceet i Thessaloníki skickade iväg professor Vital Gerson för att leda en liten grupp av tre albanska professorer för att gå ihop med en fransk officer som gav små lektioner i fransk kultur vid skolans öppningsceremoni. Det franska lyceet i Korça var den första gymnasieskolan i Albanien för elever av alla trosuppfattningar.

### Valuta

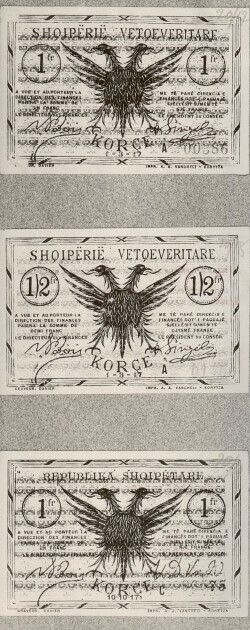
Valuta som användes i Autonoma albanska republiken Korça.

Frange (på albanska) eller franc (på franska) var republikens valuta mellan åren 1917 och 1921. Francen delades i mindre valörer på 100 centimes. Valutan introducerades under den franska ockupationen. Den utfärdades endast i form av papperspengar med valörerna 50 centimes, samt 1 och 5 franc. Både papperspengarna och frimärkena graverades av soldaten Davier, som var elev till Louis-Oscar Roty.

### Pogradeci
I september 1917 företog general Maurice Sarrail en stridshandling mot Österrike-Ungerns och Bulgariens arméer i Albanien, varvid franska trupper intog Pogradeci den 9 september. Tillsammans med Österrike-Ungerns och Bulgariens arméer slogs albanerna mot franska trupper. Themistokli Gërmenji belönades med Croix de Guerre den 17 november för sitt deltagande i den franska erövringen av Pogradeci med sin bataljon från Korça. Även om den franska regeringen tänkte utse Essad Pasha Toptani som styresman i regionen Pogradeci förblev den under fransk administration.

### Militär
Ett albanskt gevärsregemente bildades och fungerade som avantgarde för de franska trupperna. Den franska östarméns befälhavare anmärkte på den första bataljonen av albanska fysiljärer att ”denna höga utmärkelse likställer den albanska tirailleurbataljonen med de bästa franska regementena”.

## Upphävande och efterdyningar

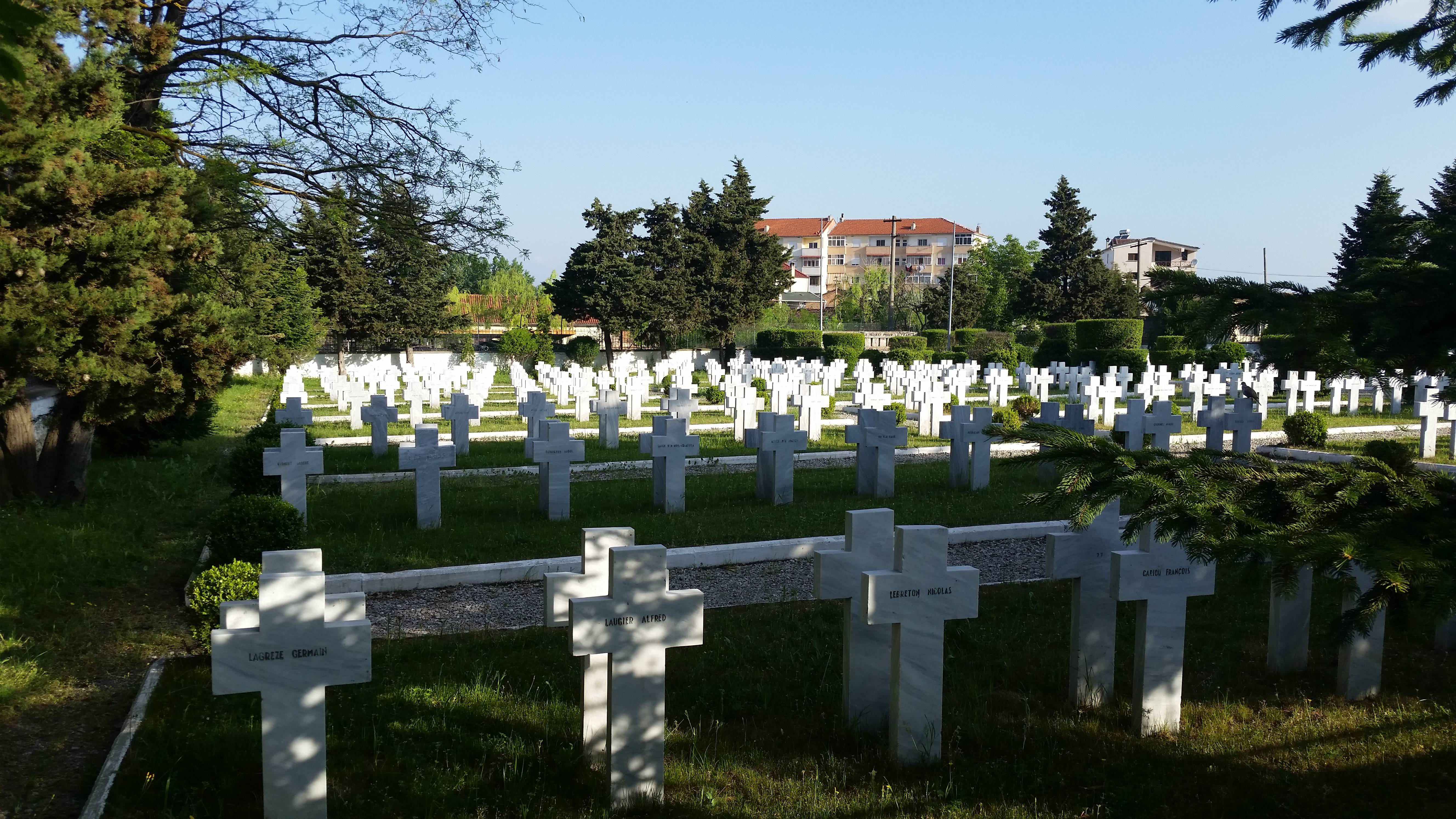
I Korça finns en stor fransk kyrkogård med 640 kors, märkta med namn på franska soldater som dog här under första världskriget.

Den 17 november 1917 rapporterades det av general Salle att försök till samarbete mellan kristna och muslimer resulterat i upprepade svårigheter. Vid slutet av samma år blev Gërmenji anklagad för samröre med centralmakterna och avrättades i Thessaloniki efter en dödsdom i en fransk militärdomstol.
General Salle upphävde rådets redan begränsade autonomi den 16 februari 1918. Efter vapenstillestånd och kapitulationer vid slutet av första världskriget var det överenskommet att Frankrike och Italien skulle fortsätta styra de ockuperade områdena och att Frankrike, Italien och Storbritannien tillsammans skulle styra Shkodra. Som ett resultat därav lämnade den franska armén Korça den 5 juni 1920. Efter den franska arméns tillbakadragande från Korça låg områdets öde i händerna hos fredskonferensen i Paris 1919.
Den 12 december 1916 begärde Italien förklaringar från det franska utrikesdepartementet via sin ambassadör som påstod att etablerandet Autonoma albanska republiken Korça bröt mot Londonfördraget. Österrike-Ungern använde det franska prejudikatet i Korça för att berättiga utropandet av ett självständigt Albanien under sitt protektorat, förklarad den 3 januari 1917 i Shkodra. Kungadömet Italien passade på och utropade ett självständigt Albanien under sitt protektorat den 23 juni 1917 i Gjirokastra.
Eftersom general Maurice Sarrail visat sig ha en tendens att lägga sig i politiken valde den franska regeringschefen Georges Clemenceau att avskeda honom från hans befäl i december 1917. Det fanns ett fortsatt starkt franskt inflytande efter att Autonoma albanska republiken Korça upphörde. Den albanska nationella lycéen förblev aktiv fram till 1939 och den franska militärkyrkogården finns kvar i staden än i dag.